# Постовский, Пётр Иванович
Пётр Ива́нович Постовский (1857 — после 1940) — генерал-лейтенант русской императорской армии, участник Восточно-Прусской операции 1914 года.

## Биография
Родился 22 сентября 1857 года. Сын генерала от артиллерии И. К. Постовского (1828—1906), брат генерал-лейтенанта А. И. Постовского.
В службу вступил 28 апреля 1875 года, по окончании гимназии. В 1878 окончил 1-е военное Павловское училище, выпущен прапорщиком в 34-ю артиллерийскую бригаду. Затем служил в 3-й гвардейской и гренадерской артиллерийской бригаде. Подпоручик (1879), поручик (1880). В 1886 окончил академию Генштаба по 1-му разряду. Штабс-капитан (1886).
Служил в Варшавском военном округе. Старший адъютант штаба 8-й пехотной дивизии (25.11.1886—26.05.1890). Цензовое командование ротой отбывал в Лейб-гвардии Волынском полку (08.10.1887—08.10.1888). Капитан (1888). Обер-офицер для поручений при штабе 15-го армейского корпуса (26.05.1890—23.11.1892). Штаб-офицер для особых поручений при штабе 14-го армейского корпуса (23.11.1892—05.04.1900). Подполковник (1893). Полковник (1897, за отличие). Начальник штаба 16-й пехотной дивизии (05.04.1900—16.10.1903). Цензовое командование батальоном отбывал в 61-м пехотном Владимирском полку (14.05—14.09.1900).
Командир 14-го пехотного Олонецкого полка (16.10.1903—06.08.1906). Генерал-майор (1906, за отличие). Генерал для особых поручений при командующем войсками Варшавского военного округа (06.08.1906—03.12.1908). Генерал-квартирмейстер штаба Варшавского военного округа (03.12.1908—09.04.1913). Начальник 1-й Кавказской стрелковой бригады (с 09.04.1913). После начала мобилизации назначен начальником штаба 2-й армии (19.07—07.10.1914).
Начальник штаба армии генерал П. И. Постовский был назначен на свой пост с должности начальника 1 Кавказской стрелковой бригады, которой командовал немногим более года. До того он несколько лет занимал пост генерал-квартирмейстера Варшавского военного округа. Таким образом, с театром военных действий он был знаком.
Участник Восточно-Прусской операции 1914 года. После самоубийства генерала А. В. Самсонова принял временное командование 2-й армией.
На основании Статьи 431 Положения о полевом управлении в военное время ген.-майор Постовский вступил во временное командование 2-й армией именем покойного ген. Самсонова.
Считая его человеком совершенно больным и нервно-расстроенным и опасаясь вследствие этого оставлять распоряжение армией в руках ген. Постовского хотя бы в течение нескольких дней, я допустил к временному командованию 2-й армией командира 2-го арм. корпуса генерала от кавалерии Шейдемана.
Вышел из окружения вместе с группой штаба армии. В 1915 германский военно-полевой суд заочно осудил Постовского за военные преступления в отношении гражданского населения Восточной Пруссии. Командующий 76-й пехотной дивизией (08.10—11.11.1914). Командующий 65-й пехотной дивизией (11.11.1914—05.07.1915). Генерал-лейтенант (23.03.1915). С 07.1915 по болезни направлен в резерв чинов при штабе Киевского военного округа. С 22.12.1915 состоял в распоряжении начальника генерального штаба. С 11.11.1916 управляющий делами Главного комитета при Главном управлении генерального штаба по предоставлению отсрочек военнообязанным по призывам в армию в текущую войну. С 1919 в эмиграции. Во Франции состоял членом Общества офицеров Генштаба, в 1936—1940 проживал в Ницце.
Из за того, что был мусульманином, что тогда было непривычно для русского человека был прозван в армии «Сумасшедшим муллой».

## Награды
- орден Святого Станислава 3-й ст. (1883)
- орден Святой Анны 3-й ст. (1887)
- орден Святого Станислава 2-й ст. (1891)
- орден Святой Анны 2-й ст. (1895)
- орден Святого Владимира 4-й ст. (1900)
- орден Святого Владимира 3-й ст. (1904)
- орден Святого Станислава 1-й ст. (1909)
- орден Святой Анны 1-й ст. (1913)
- мечи к ордену Святой Анны 1-й ст. (1915)